# Boccia

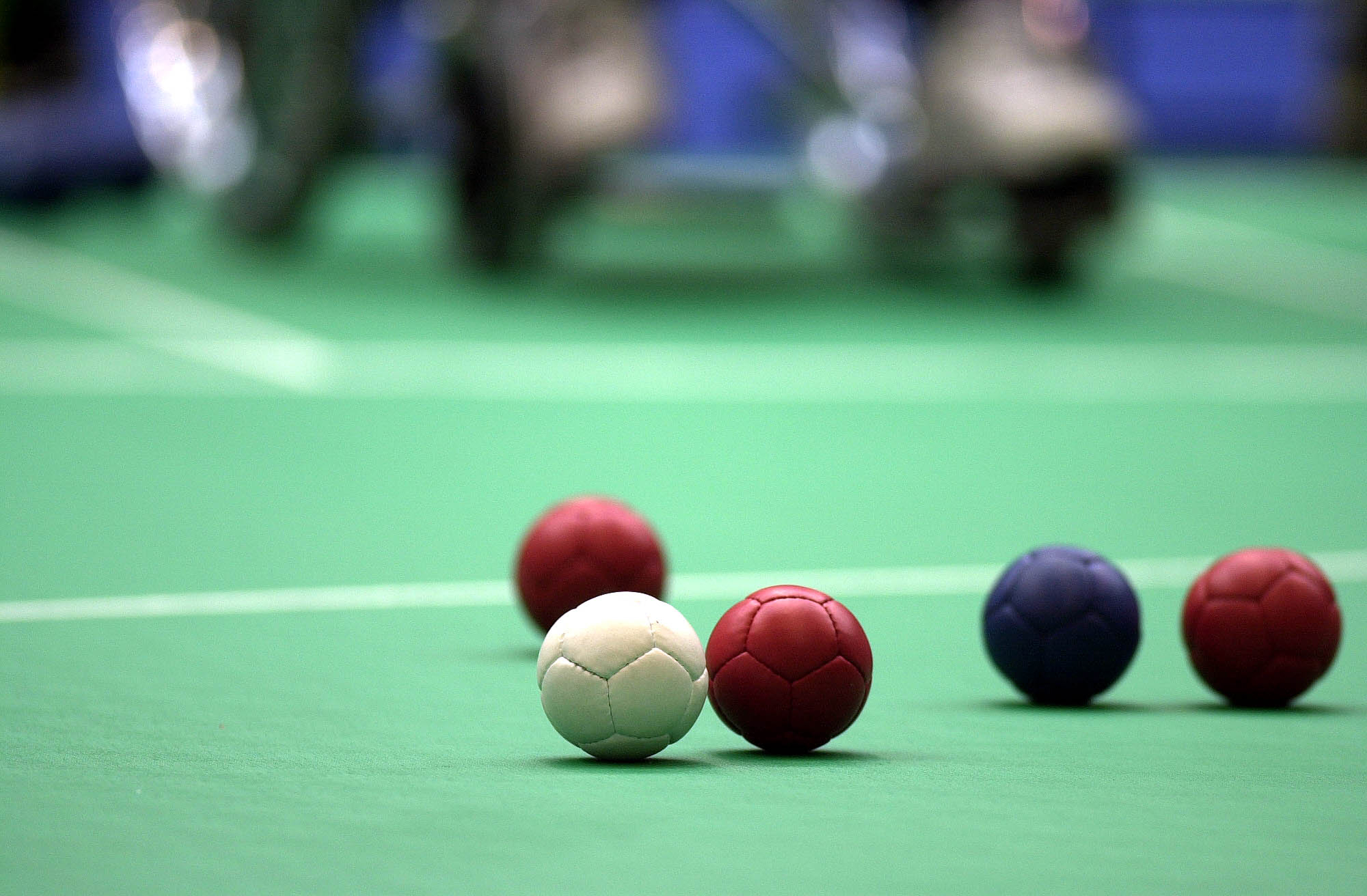
Bild från Paralympics år 2000, med tävlingsklot i två färger samt vitt målklot.

Boccia (uttal: /'bɔtʃa/; italienska: 'klot') är ett precisionsspel med klot av italienskt ursprung. Det har likheter med boule – vilket det är besläktat med – men spelas med färgade klot. Spelet tävlas internationellt och är en stor sport inom parasporten. Den finns även som utomhuslek i en enklare variant.

## Historik

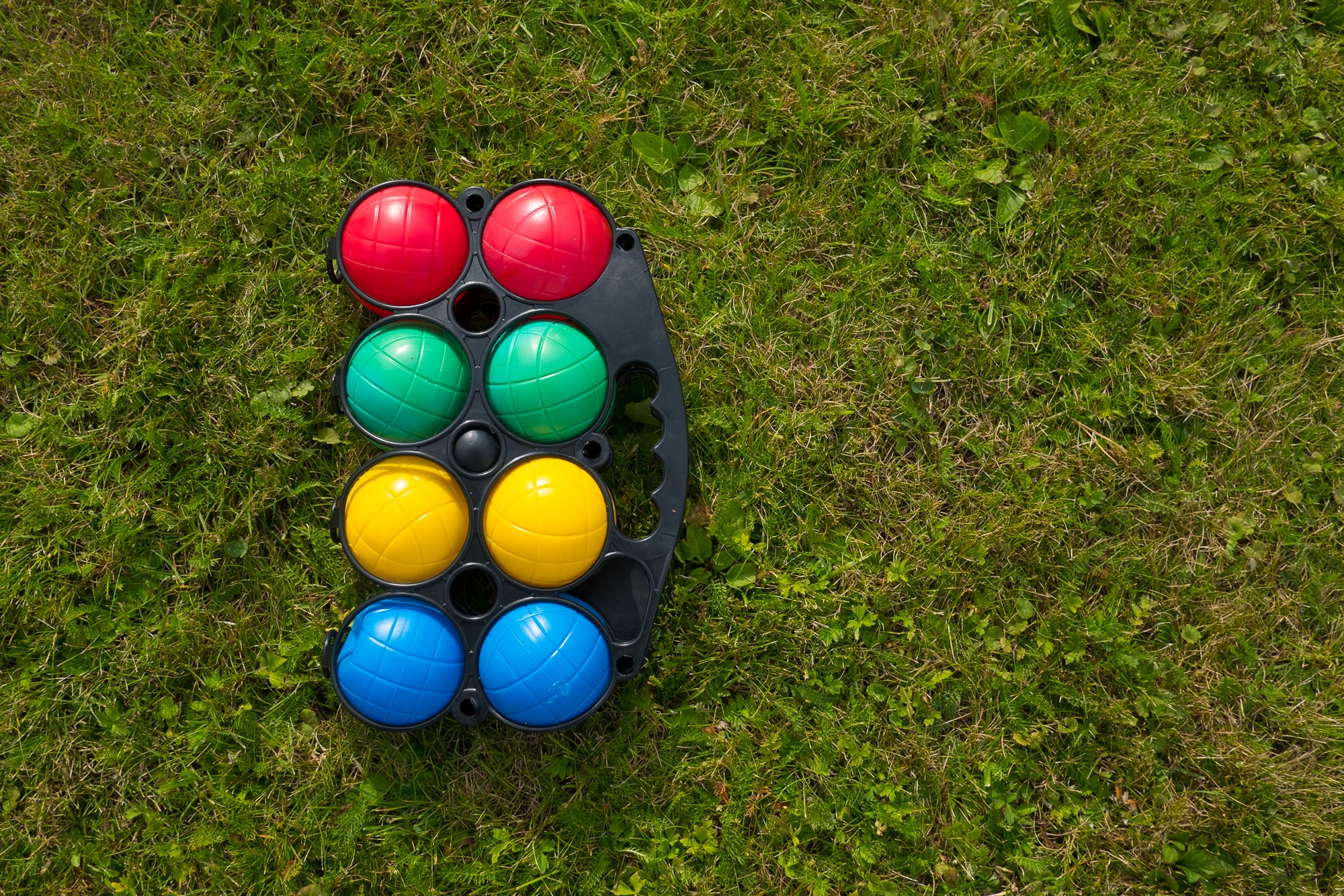
Bocciaset för utomhuslek.

Boccia har sitt namn från italienskans ord för klot. Det har sina rötter från antiken. Sporten/leken har även varit känd som petanca (jämför franska pétanque), bowling de campo ('gräsbowling'), bocce (på italienska, pluralform av boccia) och bouligrini (på franska).
Första VM-tävlingen hölls i italienska Genua år 1951. Italien är också ett av de länder där man regelbundet håller större tävlingar. I Sverige är sporten främst spridd inom parasporten. I Paralympics tävlades första gången i boccia vid 1984 års mästerskap.
Boccia är en av Sveriges största parasporter. Inom handikappidrotten är boccia ett spel för individer med många olika typer av funktionsvariationer. Beroende på graden av funktionsvariation indelas spelarna i fyra olika klasser för spelare utan hjälpmedel. Dessutom har spelare som är i behov av hjälpmedel för att utföra spelet en särskild klass. Denna klass,(klass 1, BC 3 - personer med grav CP-skada), är en av två klasser som deltar vid Paralympics och som har EM och VM-tävlingar. Nordiska mästerskap arrangeras vartannat år och roterar mellan de nordiska länderna.
Sporten regleras internationellt genom BISFed – Boccia International Sports Federation.
Förutom tävling är boccia ett fritidsnöje, bland annat i Sverige. I fritidsvarianten ingår ofta åtta färgade klot (två i varje färg), vanligen av trä eller vattenfyllda plastklot. I fritidsvarianten är målklotet av mindre storlek.

## Tävlingsregler (Parasportförbundet)

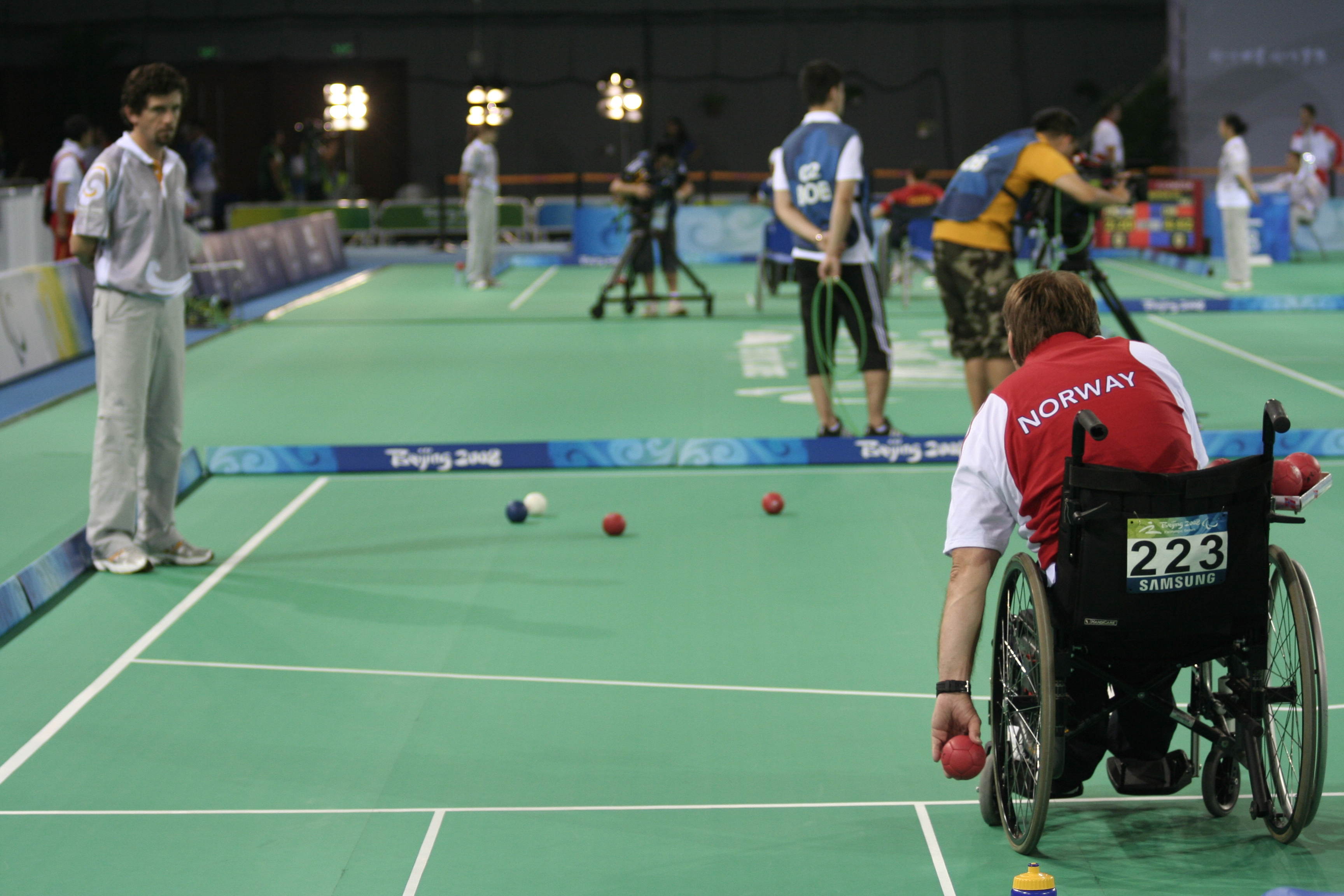
Bocciatävlande under 2008 års Paralympics.

Boccia spelas inomhus på vintern och utomhus på sommaren. Man spelar med 2–3 klot (beroende på tävlingsklass) och med ett litet målklot.
Man kan spela individuellt eller i lag. Individuellt har varje spelare två utkast per match. Spelar man i lag har varje lag 3 utkast var. Det gäller att komma så nära den vita målbollen (pallino) som möjligt och när alla kastat ut sina klot så räknas poäng. Har man ett klot närmast får man 1 poäng, två klot 2 poäng och så vidare. 
Inomhus används läderklot fyllda med plastgranulat. Utomhus används klot som är av ett massivt och ensartat material, dock ej pvc. De får exempelvis inte bestå av ett PVC-skal fyllt med vatten (vilket är vanligt i bocciauppsättningar för fritidsbruk).
För att ett spel skall vara godkänt av SHIF, Svenska Parasportförbundet, skall för: 
- … inomhuskloten vikten vara 275 gram ±12 gram. Omkretsen är då 270 mm ±8 mm (motsvarande 10–12 cm i diameter[1]), kloten röda eller blå, målklotet vitt.[6]
- … utomhuskloten vikten vara 265 gram ±15 gram. Omkretsen är då 265 mm ±6 mm, kloten röda och gula, målklotet vitt.[6]

En spelplan kan enligt svenska och internationella regler vara cirka 6 meter bred och 10 meter lång. Andra, internationella regler har angett cirka 20 x 2,5 meter som banstorlek.